# Knockin' Myself Out
Knockin' Myself Out è un album-raccolta pubblicato nel 1999 dall'etichetta Selected Sound Carrier
nel 1999 (successivamente nel 2002 un CD fu ristampato dalla Sony Records con lo stesso titolo ma con 14 tracce differenti).

## Tracce
1. Women Lovin' Each Other – 4:43
2. Wings of an Angel – 3:55
3. Knockin' Myself Out – 5:55
4. Junko Partner – 4:44
5. Cherry Red – 3:44
6. Rx for the Blues – 2:21
7. Walkin' the Floor – 4:23
8. Hully Gully – 4:00
9. Don't You Lie to Me – 4:09
10. You Must Have Jesus – 5:34